# Urvashí
En la mitología hindú, Uruashí es una apsará (ninfa).

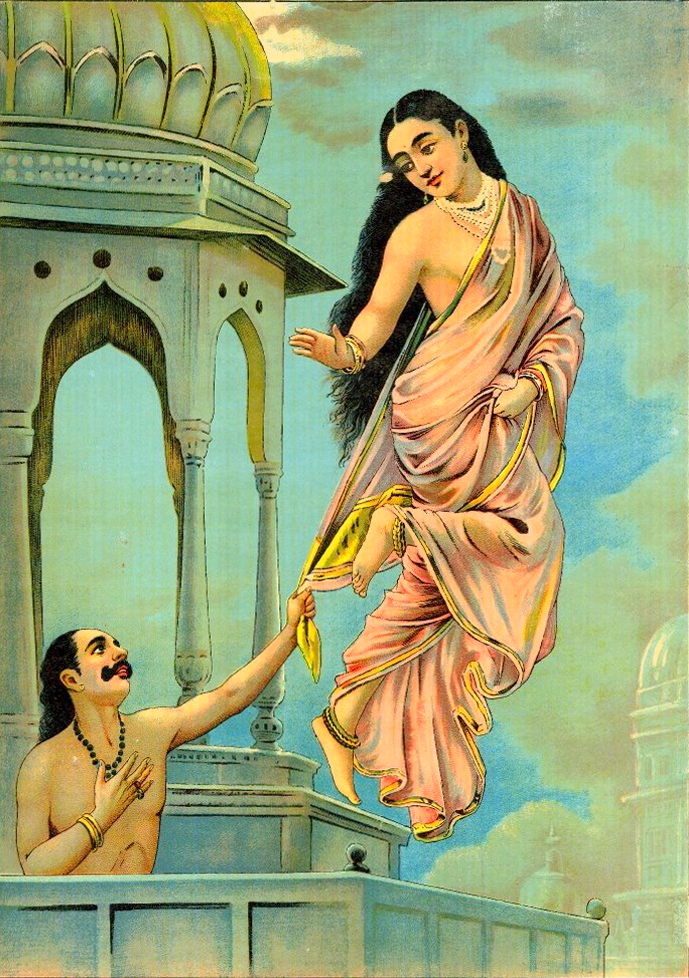
La ninfa Uruashí y el rey Pururavas retratados por el pintor indio Rash Ravi Varma (1848-1906).

- urvaśī, en el sistema AITS (alfabeto internacional para la transliteración del sánscrito).
- उर्वशी, en escritura devanagari del sánscrito.
- Pronunciación: /uruashí/.[1]

## Etimología
- uru: ‘ancho, amplio, espacioso, extendido, grande, mucho, excesivo, excelente’.[1] Según otros, proviene de urú: ‘muslo’.[1]
- ash: ‘impregnar, penetrar, llenar’ o ‘ampliamente extendido’.[1]

Posiblemente Urvashí fuera primero el nombre del amanecer, según el Rig-veda y el Átharva-veda (18.3.23).
Más tarde se personificó como la apsará Uruashí, según el Vāyasanei samjitá.
También es el nombre de un río del noroeste de la India, según el Majábharata.
En el Rig-veda aparece también como Uruashí (acentuado en la penúltima sílaba).
De acuerdo con la etimología creada por el poeta Ramdhari Singh Dinkar, ur también significa ‘corazón’ y vash ‘controlar’; por lo tanto, Uruashí también sería el nombre de la que controla el corazón.

## Leyenda
Uruashí era una doncella celestial en la corte de Indra y fue considerada como la más bella de todas las apsarás.

### Nacimiento

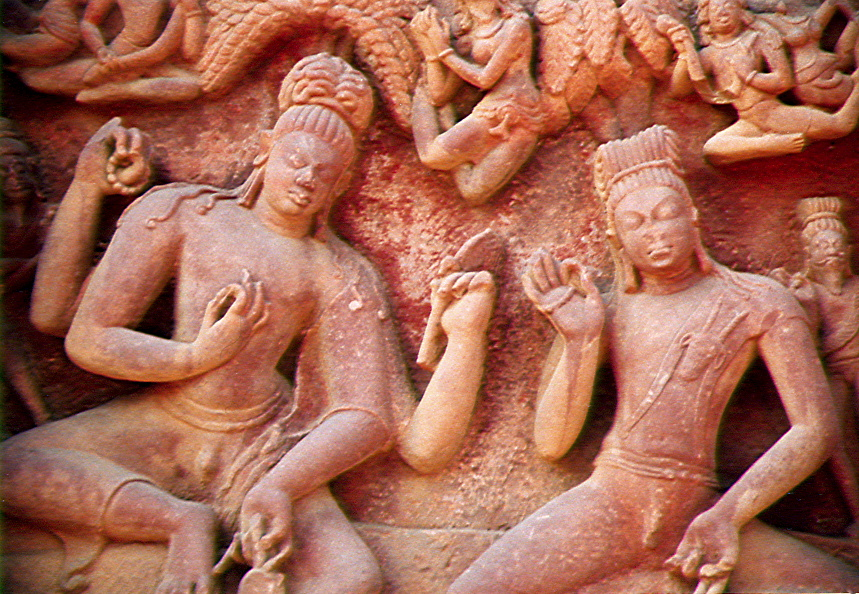
Los sabios-dioses Naraiana (a la izquierda) y Nara (a la derecha), Deogarh (Uttar Pradesh, India), hacia el siglo V d. C.

Hay muchas leyendas acerca del nacimiento de Uruashí pero el siguiente es más frecuente.
En una ocasión los venerados sabios Nara-Naraiana —considerados una encarnación conjunta de Visnú— estaba meditando Badrinath, sitio de peregrinación situado en los Himalayas.
Indra, el rey de los dioses, no quería que estos sabios adquirieran poderes divinos mediante la meditación y les envió dos apsarás (ninfas) para distraerlos.
Los sabios se dieron una palmada en el muslo y crearon una niña púber tan hermosa que eclipsó a las mujeres de Indra.
Fue llamada Uruashí (‘amplios muslos’ o ‘nacida del muslo’, en sánscrito).
Después de terminar su meditación, los sabios regalaron a la niña Uruashí como objeto para Indra que la ubicó en un lugar de honor en su harén celestial.

### Amor con un mortal
Uruashí se convirtió en la esposa del rey Pururavas (‘llorón’), un antiguo jefe de la dinastía lunar, según el Shatapatha-bráhmana (11.5.1).
Esta historia se cuenta en el drama Vikramá-uruashíiam de Kalidasa (siglo V).
Ella es perennemente joven e infinitamente encantadora, pero siempre difícil de alcanzar.
Ella es una fuente tanto de placer como de dolor.
Pururavas era el legendario rey de Pratishthana, que se enamoró de Uruashí a primera vista. Ella correspondió a su amor sin que se tratase de una directriz de Indra (que mandaba a sus mujeres a conquistar a sus enemigos) pero le puso como condición no verlo nunca desnudo. Así vivieron felices durante un tiempo.
Pero más tarde, los gandharvás, que echaban de menos a su compañera y estaban celosos de su relación con el mortal, prepararon un plan para obligarla a volver a los bosques con ellos. Engañaron a Pururavas disfrazados de ladrones y le hicieron salir una noche a rescatar el cordero de Uruashí. Cuando Pururavas estuvo ante la apsará, en medio de la oscuridad, los gandharvás iluminaron su desnudez con el resplandor de un relámpago. Uruashí vio a Pururavas y huyó de él, que se quedó solo y desesperado, hasta que los dioses le mostraron el camino para transformarse él mismo en un gandharvá y así reunirse con Uruashí en el Suarga (el Paraíso de Indra).

## Mitología comparada
El indólogo alemán Max Müller, en su Mitología comparada, estableció la relación terminológica —como el matrimonio entre un mortal y un dios— entre este mito de los textos Vedas y el mito griego de Titono y Eos.

## Urvashí en la literatura
Urvashí es un personaje literario que aparece en varios textos considerados sagrados por los hinduistas.
Urvashí es también uno de los protagonistas de la obra de teatro Vikramá-uruashíiam, de Kalidasa.
El poeta Dinkar Rashtrakavi Ramdhari Singh compuso en 1961 un poema épico titulado Uruashí. En su sexista texto, Dinkar describe las «profundas» características femeninas: el capricho, la seducción y los celos. Urvashí es la mujer eterna a la que el hombre solo puede desear, pero no poseer.
En 1972, Dinkar recibió el premio Jñanpith (‘la cima del conocimiento’).